# تل برودی
تل برودی (انگلیسی: Tal Brody؛ زاده ۳۰ اوت ۱۹۴۳) یک ورزشکار اهل ایالات متحده آمریکا است.
وی همچنین برنده جوایزی همچون جایزه اسرائیل شده است.